# Anders Daae
Anders Daae, född den 21 april 1838 i Bergen, död den 19 december 1910 i Kristiania, var en norsk läkare och kriminolog, far till Hans Daae.
Daae blev cand. med. 1861, läkare i Kragerø 1864-87, direktör först vid Trondhjems Straffeanstalt, därefter till sin död vid straffarbetsanstalten Bodsfængslet i Kristiania. Daae var under en lång följd av år ordförande i Foreningen til forsorg for løsladte forbrydere.
Daae hade tidigt kommit in på kriminologiska studier, var från 1890 medredaktör för Nordisk Tidsskrift for Fængselsvæsen och blev snart bemärkt också som praktisk fängelseman, nämligen genom att medverka till införandet i de nordiska länderna av det Bertillonska systemet för identifiering av förbrytare; tillsammans med den danske polisinspektören Henrik Madsen utgav han 1899 en vägledning til systemets användning och tillförde det senare praktiska förbättringar, uppfunna av honom själv.